# Lycosa rimicola
Lycosa rimicola este o specie de păianjeni din genul Lycosa, familia Lycosidae, descrisă de Purcell, 1903. Conform Catalogue of Life specia Lycosa rimicola nu are subspecii cunoscute.